# Mecynometa gibbosa
Mecynometa gibbosa is een spinnensoort in de taxonomische indeling van de strekspinnen.
Het dier behoort tot het geslacht Mecynometa. De wetenschappelijke naam van de soort werd voor het eerst geldig gepubliceerd in 1993 door Schmidt & Krause.